# Gud! Skynda dig att frälsa mig
Gud! Skynda dig att frälsa mig (tyska: Eil, Herr mein Gott, zu retten mich)är en tysk psalm av Cornelius Becker som bygger på psaltaren 70. Psalmen översattes till svenska av Jesper Swedberg och fick titeln Gud! Skynda dig att frälsa mig.

## Publicerad i
- Den svenska psalmboken 1694 som nummer 78 under rubriken "Konung Davids Psalmer".
- Den svenska psalmboken 1695 som nummer 69 under rubriken "Konung Davids Psalmer".[1]